# Sameshima Aya
Sameshima Aya (鮫島 彩, sinh ngày 16 tháng 6 năm 1987) là một cầu thủ bóng đá nữ người Nhật Bản.

## Đội tuyển bóng đá nữ quốc gia Nhật Bản
Sameshima Aya thi đấu cho đội tuyển bóng đá nữ quốc gia Nhật Bản.

## Thống kê sự nghiệp
| Nhật Bản  | Nhật Bản | Nhật Bản |
| Năm       | Trận     | Bàn      |
| --------- | -------- | -------- |
| 2008      | 2        | 1        |
| 2009      | 3        | 0        |
| 2010      | 15       | 1        |
| 2011      | 18       | 0        |
| 2012      | 14       | 0        |
| 2013      | 3        | 0        |
| 2014      | 2        | 1        |
| 2015      | 12       | 1        |
| 2016      | 3        | 0        |
| 2017      | 13       | 0        |
| 2018      | 18       | 1        |
| 2019      | 10       | 0        |
| Tổng cộng | 113      | 5        |

## Bàn thắng quốc tế
| # | Ngày                 | Địa điểm                                                 | Đối thủ           | Bàn thắng | Kết quả | Giải đấu                              |
| - | -------------------- | -------------------------------------------------------- | ----------------- | --------- | ------- | ------------------------------------- |
| 1 | 31 tháng 5 năm 2008  | Sân vận động Thống Nhất, Thành phố Hồ Chí Minh, Việt Nam | Đài Bắc Trung Hoa | 0–1       | 0–11    | Cúp bóng đá nữ châu Á 2008            |
| 2 | 20 tháng 5 năm 2010  | Trung tâm Thể thao Thành Đô, Thành Đô, Trung Quốc        | Myanmar           | 4–0       | 8–0     | Cúp bóng đá nữ châu Á 2010            |
| 3 | 28 tháng 10 năm 2014 | BC Place, Vancouver, Canada                              | Canada            | 2–3       | 2–3     | Giao hữu                              |
| 4 | 12 tháng 6 năm 2015  | BC Place, Vancouver, Canada                              | Cameroon          | 1–0       | 2–1     | Giải vô địch bóng đá nữ thế giới 2015 |
| 5 | 1 tháng 4 năm 2018   | Sân vận động Transcosmos Nagasaki, Isahaya, Nhật Bản     | Ghana             | 7–1       | 7–1     | Giao hữu                              |